# 박승빈
박승빈(朴勝彬, 1880~1943)은 한국의 법률가, 교육자, 국어학자, 사회운동가이다. 호는 학범(學凡). 강원특별자치도 철원 출생.

## 약력
1907년 일본 도쿄의 주오 대학 법학과를 졸업하고 귀국해 1908년 검사로 일하다가 1909년 변호사로 개업했다.
계명구락부의 창립에 참여하여 활동하였고, 1925년 보성전문학교 교장에 취임하였다.
1931년 조선어학연구회를 조직하고 기관지 〈정음(正音)〉을 발간하여 주류인 주시경 계통의 조선어학회와 대립하였다. 국어연구에 뜻을 두게 된 직접적 동기는 법률가로서 법전(法典) 편찬을 기획하면서 국어표기법의 통일이 필요함을 절감하게 된 데에 있었다. 주위의 대세가 자신의 주장과는 상반되는 역경 속에서였지만, 자신의 소신을 끈질기게 주장하며 시류에 맞섰던 의지와 집념 강했다. 언어에 대한 연구이론은 복잡한 것이 될 수 있지만, 일반대중이 사용할 정서법은 간편해야 하는 것이며, 또한 한 민족의 언어나 표기법은 역사적 지속체여야 한다는 명제를 바탕으로 하여, 복잡하며 혁신적인 「한글마춤법통일안」에 반대하였다. 그러나 사회의 동조를 얻지 못했다.
1931년 최남선(崔南善) ·오세창(吳世昌) 등과 함께 계명구락부를 조직 《계명(啓明)》 《신민공론(新民公論)》 《낙원(樂園)》 《신천지(新天地)》 《신청년(新靑年)》 등의 잡지를 발간하는 한편, 수편의 고전을 출판하는 등 대중계몽에 힘쓰면서 언론의 힘으로 일본과 투쟁했다.
월인석보에서 따로 떼내어 제책한 것으로 보이는 훈민정음언해(訓民正音諺解)를 소장하고 있었는데, 현재에는 이 책이 고려대학교 아세아문제연구소 육당문고에 소장되어있다.
1933~1934년까지 오늘날 대한축구협회로 이어지는 조선축구협회 초대 회장을 역임하였다.
저서에 《조선어학강의요지》, 《조선어학》, 《조선어학회사정 '한글맞춤법통일안'에 대한 비판》, 《간이조선어문법》 등이 있다.